# 미니 신칸센
미니 신칸센(일본어: ミニ新幹線, ミニしんかんせん)은 신칸센 규격의 선로를 새로 건설하지 않고 기존의 협궤선(재래선)을 표준궤로 개궤한 뒤 신칸센 노선과 직결 운행하는 방식, 또는 그렇게 하고 있는 노선, 그 노선을 주행하는 차량(열차)을 말한다.

## 개요
이 방식을 채용한 철도 노선은 안내상 신칸센이라고 부르고 있으나 재래선을 주행하기 때문에 전국 신칸센 철도 정비법에 의거, 법령상으로는 신칸센이 아니고 특급 열차로 취급된다. 또한 정비 신칸센에도 포함되지 않다.
어디까지나 재래선의 개궤와 고속화 개량책이기에 재래선 구간의 최고속도도 일반 신칸센 구간의 시속 240 km 이상에 비교하여 낮은, JR의 재래선 중 고규격인 일부 노선과 같은 시속 80~130 km 정도이다.
하지만 일반 재래선 구간철도 건널목에서는 가시성이 강화된 경보기를 장치하거나 건널목을 없엔 뒤 입체화 또는 지하화하는 등 도로와의 평면 교차점에 철저한 안전대책을 마련해놓고 있다. 재래선 열차와 선로를 공용하고, 법령상으로는 신칸센이 아니기 때문에 시발 열차가 6시 이후, 종착 열차가 오전 0시 이전(지연이 없는 경우)과 같은 신칸센의 영업시간 법률의 적용을 받지 않는다.

## 장점
이러한 류의 방식은 표준궤로 개궤하는 방법 또는 다궤간화하는 등의 궤간 맞춤과, 고속 운전에 대응한 개량공사가 실행될 필요가 있지만 신칸센 규격의 건설 용지 확보가 필요없기 때문에 건설 비용이 상대적으로 매우 저렴하다. 또 건설 기간도 짧고, 병행 재래선의 경영 분리 문제도 발생하지 않는다. 그 밖에도 접속역에서의 타 교통 수단에 의한 환승을 할 필요가 없어 실질 소요 시간이 줄어드는 등 이용자의 부담을 경감하는 이점이 있다.

## 단점
규격 신칸센과 같이 큰 시간 단축은 기대할 수 없으며, 개궤를 하는 경우 예전부터 존재하던 재래선의 네트워크를 끊어버려 직통열차의 운행이 불가능해지는 문제가 생긴다. 또 선로 배치상 열차의 경로 변경 등 도중 역에서의 정차가 자주 필요하므로 이용자들이 불편함을 겪을 수 있다. 재래선이 복선 구간이 아니고 단선 구간일 때 사고가 나는 경우나 공사가 필요한 경우 운행 중지를 피하지 못하는 등 대체 수송을 해결해야 하는 문제도 있다. 개궤를 하는 경우에는 차량 면에서는 직통 특급용 열차만이 아닌 로컬선에도 표준궤에 맞는 차량을 새로 준비해야 한다.
또 차체의 크기가 규격 신칸센에 비교했을 때에는 작기 때문에 규격 신칸센의 노선에서 미니 신칸센 차량에 맞춘 장비를 지원해야 하고, 직통하는 노선에 대해서 병목 현상이 일어날 수 있다. 그 밖에도 미니 신칸센 열차는 운용상 규격 신칸센의 열차와 병결해 운행되는게 보통이므로 연결 분할에 시간을 소요하게 되며, 주행 중에도 연결기 부분의 공기 저항이 작용하여 고속화가 힘들다는 문제가 있다.

## 노선
2010년 현재 미니 신칸센 규격의 계통은 야마가타 신칸센(오우 본선 후쿠시마역 - 신조역)과 아키타 신칸센(다자와코 선, 오우 본선 모리오카역 - 아키타역)의 두 계통이 있으며, 앞에 서술한 것과 같이 신칸센이라고 안내되고 있지만 법적으로는 재래선 특급이다.
야마가타 신칸센에 해당하는 재래선 구간은 초기에는 운전되는 화물 열차를 위해 일부 구간은 복수 궤간 선로를 부설하였고, 이외에는 표준궤로 개궤를 하였으나 현재는 전부 표준궤화되어있다. 이후 야마가타 - 신조 구간의 연장 개업을 위하여 이 구간도 표준궤로 개궤하였다. 다만 아테라자와 선과 센잔 선의 열차가 들어오는 야마가타역 - 우젠치토세역간은 기존 열차를 위하여 협궤를 병설해 두었다. 야마가타 신칸센이 달리고 있는 오우 본선의 개궤 구간의 로컬 열차에 대해서는 안내상 야마가타 선이라는 명칭을 사용하고 있다.
아키타 신칸센의 경우, 오오마가리 역 - 아키타역간의 오우 본선 선로의 경우 협궤 선로와 표준궤 선로를 단선 병렬 형태로 하거나, 일부 구간에세는 복수 궤간 선로를 부설하는 등 운전의 자유도를 확보하고 있다. 덧붙여 이 구간에서는 영업 열차로는 신칸센 직행 특급만이(영업하지 않는 열차로는 다자와코 선 로컬 운용 차량이 회송 운전됨) 표준궤 선로에서 운행되고 있으며, 이 구간의 로컬 열차는 협궤 노선을 운행하고 있다.
이들 노선의 재래선 구간에서는 특급에 해당하는 쓰바사나 고마치를 신칸센 직행 특급으로 안내하고 있다.

## 차량
미니 신칸센에 사용되는 차량은 재래선의 차량 한계에 맞춰 설계되었기 때문에 규격 신칸센 차량보다 작다. 구체적으로는 규격 신칸센의 1량당 길이가 25 m인 반면 미니 신칸센에서는 20 m 내외 정도이고, 차폭도 좁으므로 (2.95m) 규격 신칸센 구간의 승강장 시설과 거리가 발생하게 되어 병행 구간에서는 역내에 설치된 개폐식 발판을 이용한다.
전기 방식도 규격 신칸센 구간은 교류 25,000V 을 사용하고 있으나 재래선 구간은 교류 20,000 V이므로, 두 전압 모두에 맞게 복전압 사양이 되었다. 또 보안 장치 면에서도 규격 신칸센 구간은 ATC이지만, 재래선 구간은 ATS-P를 사용하므로 두 신호 방식을 지원하도록 했다.

### 영업용 차량
- 신칸센 E3계 전동차: 본래 아키타 신칸센 용(0번대)으로 제작되었으나 이후 야마가타 신칸센 용의 차량도 제작되어 현재는 미니 신칸센의 모든 열차가 이 계열의 차량으로 운행되고 있다. 아키타 신칸센 용의 차량에 대해서는 2013년까지 신칸센 E6계 전동차로 교체히였다.
- 신칸센 E6계 전동차: 아키타 신칸센용 전동차이다.
- 신칸센 E8계 전동차: 야마가타 신칸센에서 운행 중인 E3계 대체 차량으로 2022년 9월부터 시범 차량을 제작에 들어갈 예정으로 오는 2024년부터 양산화 시작과 동시에 2026년까지 순차별로 도입될 예정이다.[1]

### 퇴역 차량
- 신칸센 400계 전동차: 야마가타 신칸센 용으로 제작된 전동차로, 2009년부터 2010년 초에 걸쳐 신칸센 E3계 전동차 2000번대로 교체되었다.

## 그 외
위에 서술한 신칸센 직통 열차와는 관계가 없으나 고세이 선이나 호쿠에쓰 급행 호쿠호쿠 선의 경우 개업 초기에는 재래 미니 신칸센이라고 부른 적이 있는데, 이들 노선의 경우 선형이 거의 직선이고 고가 선로와 터널을 이용하여 신칸센과 비슷한 모습을 갖췄기 때문이다. 조금 더 덧붙이자면 고세이 선의 경우 현재 최고 시속 130 km로 운전할 수 있으며 신호 설비를 개량하면 그 이상의 속도도 낼 수 있고, 호쿠호쿠 선의 경우는 신호 설비까지 개량하여 일부 우등 열차의 경우 최고 시속 160 km로 운행되고 있다.

### 도입 계획 등
- 고세이 선의 경우 호쿠리쿠 신칸센의 쓰루가역 이남 노선안 중의 한 경로로, 궤간 가변 차량이나 고세이 선의 미니 신칸센화가 검토된 적이 있다.
- 규슈 신칸센 나가사키 루트 (현, 니시큐슈 신칸센)의 경우 재래선인 나가사키 본선을 이용할 예정이나 궤간 가변 차량의 도입 계획을 고려하고 있어 미니 신칸센화 계획은 취소되었다.
- 시코쿠 지방의 가가와현의 경우 혼시비산 선 등 혼슈와 연결되는 구간을 미니 신칸센화 하자는 계획을 세웠으나 타당성이 낮아 취소되었다.
- 1990년대의 군마현에서는 조에쓰 신칸센의 다카사키역에서 료모 선의 마에바시 역까지 미니 신칸센 규격으로 노선을 연장할 것을 계획했으나 추진되지 못했다.

## 같이 보기
- 궤간가변열차